# Judäo-romanische Sprachen
Die judäo-romanischen Sprachen sind jüdische Sprachen, die sich von den romanischen Sprachen ableiten und von verschiedenen, jüdischen Gemeinschaften und deren Abkömmlingen gesprochen werden. Sie haben ihren Ursprung in Gebieten, in denen romanische Sprachen vorherrschen und veränderten sich in solchem Ausmaß, dass sie als eigene Sprachen angesehen werden.

## Sprachen

### Judäo-Aragonesisch
Judäo-Aragonesisch war eine judäo-romanische Sprache, die sich im navarro-aragonesischen Sprachgebiet ausgebildet hatte und die bereits früh mit dem Judenspanischen verschmolz.

### Judäo-Französisch
Judäo-Französisch oder Zarfatisch ist eine untergegangene judäo-romanische Sprache in Nordfrankreich.

### Judäo-Italienisch
Judäo-italienische Sprachen werden heute von weniger als 200 Menschen fließend gesprochen. Die von diesen Sprechern verwendeten Sprachen bilden den letzten Rest der verschiedenen judäo-italienischen Dialekte, die in Italien, auf Korfu und entlang der Westküste der Adria und des Ionischen Meeres gesprochen wurden.

### Judäo-Katalanisch
Judäo-Katalanisch war eine jüdische Sprache, die auf dem in der Levante gesprochenen Katalanischen beruhte und nach der Vertreibung der Juden aus Spanien unterging.

### Judäo-Portugiesisch
Judäo-Portugiesisch war die Sprache der jüdischen Bevölkerung in Portugal. Wie in vielen jüdischen Sprachen erhielten sich Archaismen, die es im Standard-Portugiesischen nicht mehr gab. Judäo-Portugiesisch konnte, nach der gewaltsamen Christianisierung der Juden, nur noch in der Geborgenheit der krypto-jüdischen Gemeinschaften gesprochen werden. In Belmonte, einem Dorf mit ca. 3000 Einwohnern in der kargen Serra da Estrela Region, im Norden Portugals überlebte bis heute eine "kryptojüdische" Gemeinde, die im Privaten ihren alten, jüdischen Glauben lebt – die judäo-portugiesische Sprache konnten sie aber nicht bewahren.

### Judäo-Provenzalisch
Judäo-Provenzalisch oder Shuadit ist eine auf okzitanischen (alt-provenzalischen) Varietäten basierende jüdische Sprache mit hebräischem Einfluss, die mit dem Judäo-Katalanischen verwandt ist und nicht allein in der Provence, sondern im ganzen Languedoc und darüber hinaus im mittelalterlichen Südfrankreich verbreitet war. Shuadit zeigt in hebräischen Lehnwörtern teilweise einzigartige Phonemveränderungen.

### Judäo-Spanisch
Judenspanisch, Djudeo-Espanyol oder Ladino ist die auf dem Mittelspanischen beruhende Sprache der sephardischen Juden, die in unterschiedlichen Varianten und bedingt durch die Vertreibung der Sepharden aus Spanien teils sehr weit von der iberischen Halbinsel entfernt bis heute gesprochen wird.

## Geschichte und Entwicklung
Die exakte Entwicklung der judäo-romanischen Sprachen ist unklar. Die zwei vorherrschenden Theorien sind, dass sie entweder aus dem Judäo-Latein entstanden oder unabhängige Auswüchse der individuellen Sprachgemeinschaften sind. Eine andere Theorie übernimmt Teile von beiden und schlägt vor, dass bestimmte judäo-romanische Sprachen aus dem Judäo-Latein entstanden und andere Produkt einer individuellen Entwicklung sind.

## Heutige Situation
Judäo-Latein (falls es das je gab), Judäo-Französisch, Shuadit, Judäo-Katalanisch und Judäo-Aragonesisch sind jetzt tote Sprachen. Judäo-Latein seit der Antike, Judäo-Französisch und Judäo-Aragonesisch seit dem Mittelalter und Shuadit hatte seine letzten Sprecher um 1977.
Judäo-Portugiesisch bleibt nur in verkümmerten Formen in der Sprache der krypto-jüdischen Gemeinschaften auf der Iberischen Halbinsel erhalten.
Judäo-Italienisch wurde vor zwei Generationen noch von 5.000 italienischen Juden gesprochen, doch heute sind es weniger als 200.
Ladino wird noch von sephardischen Gemeinschaften von Maghreb in Nordafrika, im Nahen Osten und besonders in der Türkei von 150.000 Menschen, die meisten davon mindestens zweisprachig, gesprochen.
Die Zukunft der judäo-romanischen Sprachen ist, wie die der meisten jüdischen Sprachen, ungewiss. Da Hebräisch wachsende Bedeutung für die Kommunikation zwischen Juden im Nahen Osten hat und auch das Prestige der englischen Sprache steigt, die lokalen Umgangssprachen (vor allem Türkisch) an wirtschaftlicher Bedeutung gewinnen, scheint die Situation düster.